# Roter Berg (Wien)
Der Rote Berg ist ein 262 Meter hoher Hügel im 13. Wiener Gemeindebezirk, Hietzing.

## Geographie und Geologie

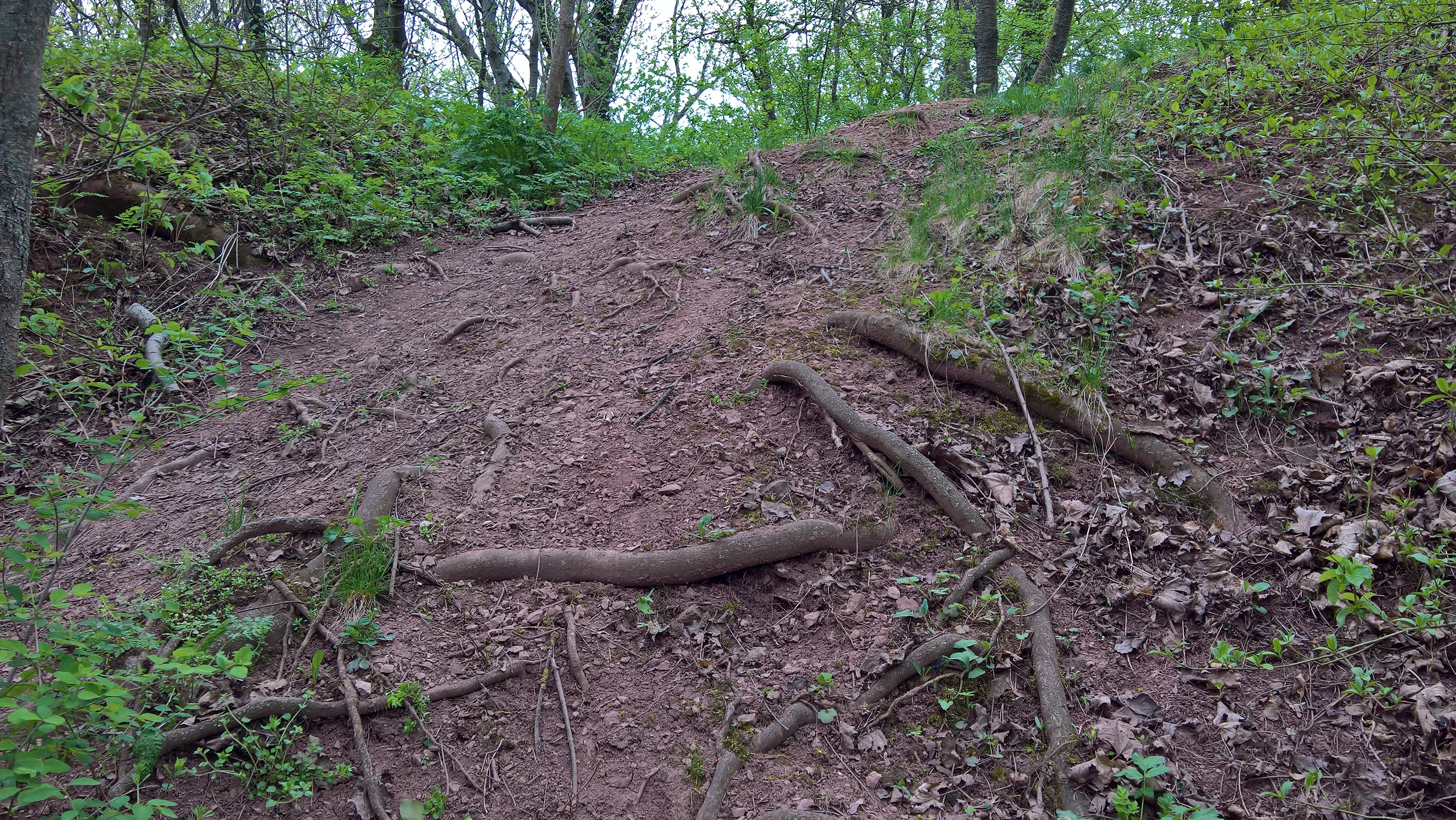
Rote Erde am Roten Berg (rot von Hämatit, namensgebend für den Roten Berg)

Der Rote Berg liegt im Süden des Bezirksteils Ober-St.-Veit an der Grenze zum Bezirksteil Lainz. Der nur am Rand verbaute, wenig bewaldete Hügel bildet mit den nordwestlich anschließenden, unwesentlich höheren Hügeln Girzenberg und  Trazerberg einen nicht von Straßen durchquerten Grünraum.  Unter den drei Bergen verläuft von Nordwest nach Südost der in den 2000er Jahren gebaute Lainzer Tunnel, der von den ÖBB Ende 2012 in Betrieb genommen wurde (Sicherheitsausstieg gegenüber Veitingergasse 59). In der Senke östlich des Roten Bergs verlaufen in Nord-Süd-Richtung die Verbindungsbahn zwischen West- und Südbahn sowie der verrohrte Lainzerbach, dann steigt das Gelände nach Osten zum Küniglberg an.
Am Ostrand des Lainzer Tiergartens gelegen, ist am Roten Berg die Basis der Flyschzone (gehört tektonisch zum Nord-Penninikum) anzutreffen, die hier "St. Veiter Klippenzone" genannt wird. Es handelt sich um Sedimente des Mesozoikums (oberste Trias bis untere Kreide). Da die auflagernden Flyschgesteine die Klippenzone bei ihrem Vorschieben nach Norden stark zerrieben haben, ist die ursprüngliche Schichtfolge (Stratigraphie) nur schwer rekonstruierbar. Verschiedene Indizien (Vergleich mit anderswo auftretenden Gesteinen, Fossilien) legen folgende Abfolge (von alt nach jung) nahe:
- oberste Trias (Rhät):
  - Grobkörniger rötlicher Quarz-Sandstein (Keuper) (z. B. Nothartgasse, Gemeindeberg)
  - Kössen-Formation (bunte fossilführende Kalksteine)

- unterer Jura (Lias): sandige graue Kalksteine (Gresten Formation)

- mittlerer Jura (Dogger):
  - Mergel (z. B. ehemaliger Glasauer Steinbruch,[1] Veitingergasse 68)
  - Kalkstein (Hohenauer Wiese Formation, roter Crinoiden-Kalkstein)

- oberer Jura (Malm):
  - rote (von Hämatit, namensgebend für den Roten Berg) und grüne scharfkantig brechende Kieselkalke und Radiolarit (Rotenberg Formation, ehemaliger Steinbruch beim heutigen Sicherheitsausstieg des Lainzer Tunnels, gegenüber Veitingergasse 59)
  - weiße Kalke (Aptychenkalk)

- untere Kreide: weiße Kalke (Aptychenkalk)

Mit den Gesteinen des Rhät treten am Roten Berg und am südwestlich benachbarten Gemeindeberg die ältesten Gesteine der gesamten Flyschzone auf.

## Geschichte

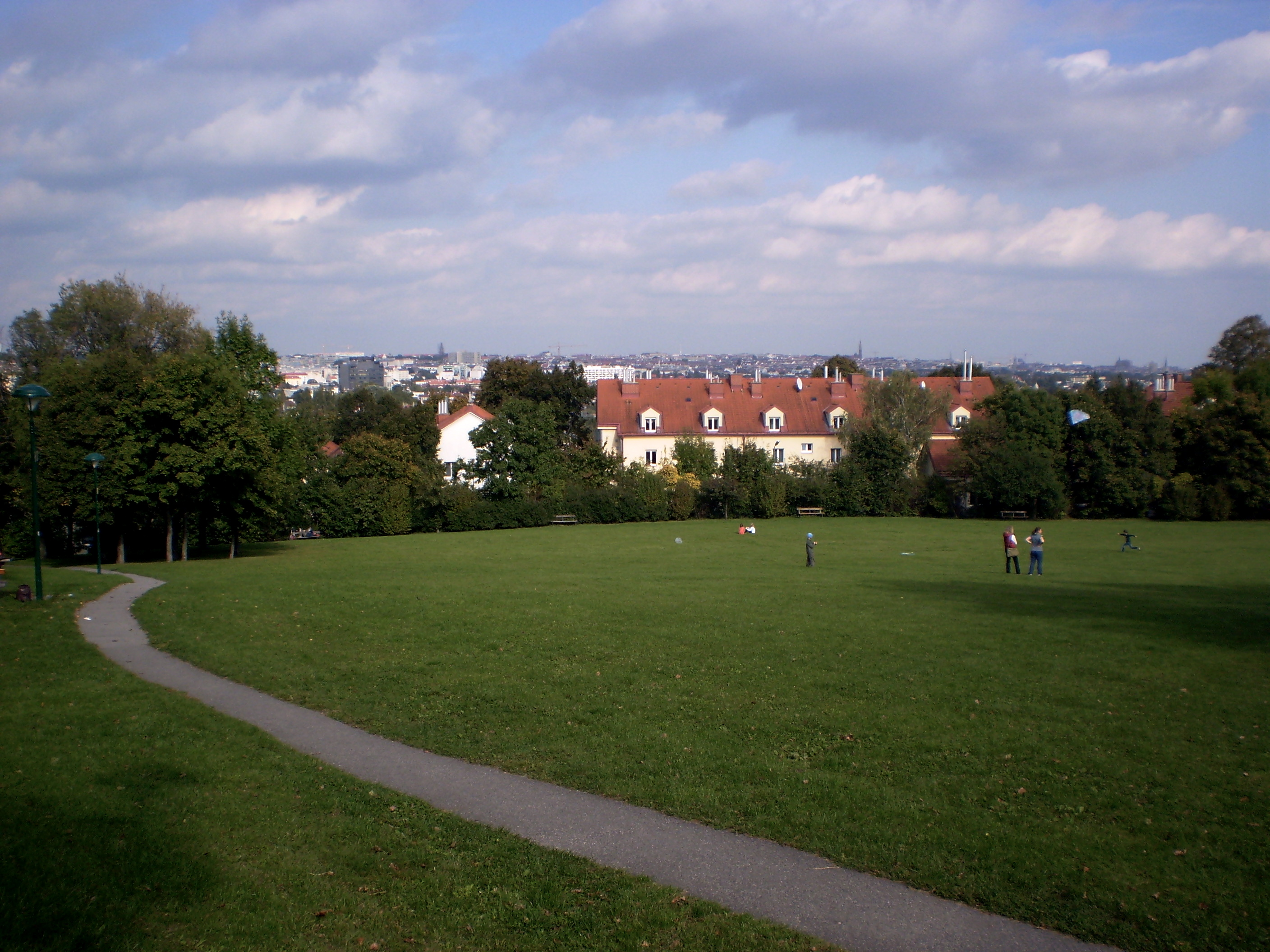
Der 1991 benannte Heinz-Nittel-Weg auf dem Roten Berg

Der Rote Berg wurde urkundlich erstmals 1819 genannt. Seinen Namen erhielt er von der roten Erde, die einen hohen Anteil an Eisenoxid aufweist. Der Name ist relativ jung und umfasst großteils die alten Rieden (Weingärten) Sommerhagenau und Mitterhagenau (der Riedname ist in der Gasse In der Hagenau unmittelbar südlich des Berges erhalten).
Die Anhöhe und ihre Hänge wurden nach der Abholzung eines Großteils der Waldflächen wie die Umgebung jahrhundertelang landwirtschaftlich genutzt, z. B. als Weingärten und Weiden. Seit 1892 befindet sich der Rote Berg auf Wiener Stadtgebiet, im 13. Bezirk. Die Verdichtung der Besiedlung der umliegenden Bezirksteile seit der Eingemeindung machte ihn zum beliebten Naherholungsgebiet vor allem für Ober-St.-Veiter, Unter-St.-Veiter und Lainzer.
Am 1. Mai 1981 wurde am Abhang des Roten Berges Ecke Nothartgasse / Bossigasse der dort wohnhafte SPÖ-Stadtrat Heinz Nittel von einem arabischen Terroristen ermordet. An ihn erinnern heute der den östlichen Teil der Grünfläche querende Heinz-Nittel-Weg und eine am Wegrand stehende Gedenktafel.

## Nutzung
Große Teile des Roten Bergs sind Naherholungsgebiet mit Spazierwegen, Wasserspielplatz sowie Wiesenflächen für Sport und Spiel inklusive Rodelhang. Der Gipfel des Hügels ist bewaldet, so dass sich nur am Nord- und Osthang ein begrenztes Panorama nach Westen, Norden und Osten bietet. Die nächsten Bushaltestellen sind am östlichen Rand des Geländes an der Gogolgasse (54B) sowie an Tolstojgasse und Veitingergasse (beide: 54A, 54B).
Ein Teil der Grünfläche des Roten Berges (nordwestlich des Heinz-Nittel-Weges) ist Hundeauslaufzone.
Die Grünflächen auf dem Roten Berg stehen zum beträchtlichen Teil bis heute in Privateigentum, sie sind jedoch zumeist nicht eingezäunt.